# Liste der Monuments historiques in Flacey (Côte-d’Or)
Die Liste der Monuments historiques in Flacey führt die Monuments historiques in der französischen Gemeinde Flacey auf.

## Liste der Objekte
| Bezeichnung                  | Beschreibung                                                  | Standort                        | Kennzeichnung | Schutzstatus | Datum | Bild |
| ---------------------------- | ------------------------------------------------------------- | ------------------------------- | ------------- | ------------ | ----- | ---- |
| Gemälde Christus vor Kaiphas | Ölfarbe auf Leinwand, 17. Jahrhundert; nach Claude Deruet (?) | in der Kirche St-Maurice (Lage) | PM21001086    | Classé       | 1966  |      |
| Gemälde Auferstehung Christi | Ölfarbe auf Holz, erste Hälfte des 17. Jahrhunderts           | in der Kirche St-Maurice (Lage) | PM21001087    | Classé       | 1966  |      |
| Zwei Glocken                 | Bronze, 1687 und 1733 gegossen                                | in der Kirche St-Maurice (Lage) | PM21005241    | Inscrit      | 2019  |      |